# Bladenboro
Bladenboro è una città degli Stati Uniti d'America situata nella Carolina del Nord, nella Contea di Bladen.